# Vương quốc Hejaz
Vương quốc Hashemite Hejaz (tiếng Ả Rập: المملكة الحجازية الهاشمية, Al-Mamlakah al-Ḥijāzyah Al-Hāshimīyah) là một nhà nước trong khu vực Hejaz được cai trị bởi gia tộc Hashemite. Giành được độc lập nhờ sự sụp đổ của Đế quốc Ottoman, cũng như là kết quả của Chiến tranh Thế giới I khi Sharif của Mecca thực hiện một cuộc thỏa thuận với người Anh rằng dân chúng Ả Rập sẽ tiến hành một cuộc nổi dậy chống lại người Thổ Nhĩ Kỳ để đổi lấy một nhà nước Ả Rập thống nhất. Năm 1916, Sharif của Mecca tuyên bố mình là Vua của Hejaz và ra lệnh cho lực lượng quân đội Sharifian của mình tham chiến với các bộ lạc Ả rập khác cùng đế chế Anh trong việc đánh đuổi người Thổ Nhĩ Kỳ ra khỏi bán đảo Ả Rập.
Khu vực Hejaz ngay từ lúc ấy đã có một số cơ sở hạ tầng mang tính chiến lược, đặc biệt là tuyến đường sắt Hejaz, được sử dụng để chuyên chở binh lính Thổ Nhĩ Kỳ đi qua sa mạc trong thời gian chiến tranh.
Vương quốc cuối cùng đã bị sáp nhập vào năm 1925 bởi Vương quốc Hồi giáo Nejd láng giềng, vương quốc mới được trung hưng của Nhà Saud, rồi được sáp nhập vào Vương quốc Nejd và Hejaz, mà cuối cùng được biết đến như Ả Rập Xê Út vào năm 1932.

## Vua của Hejaz
- Husain ibn Ali (10 tháng 7 năm 1916 – 3 tháng 10 năm 1924)
- Ali bin Hussein (3 tháng 10 năm 1924 – 19 tháng 9 năm 1925)